# Cyrille Aimée

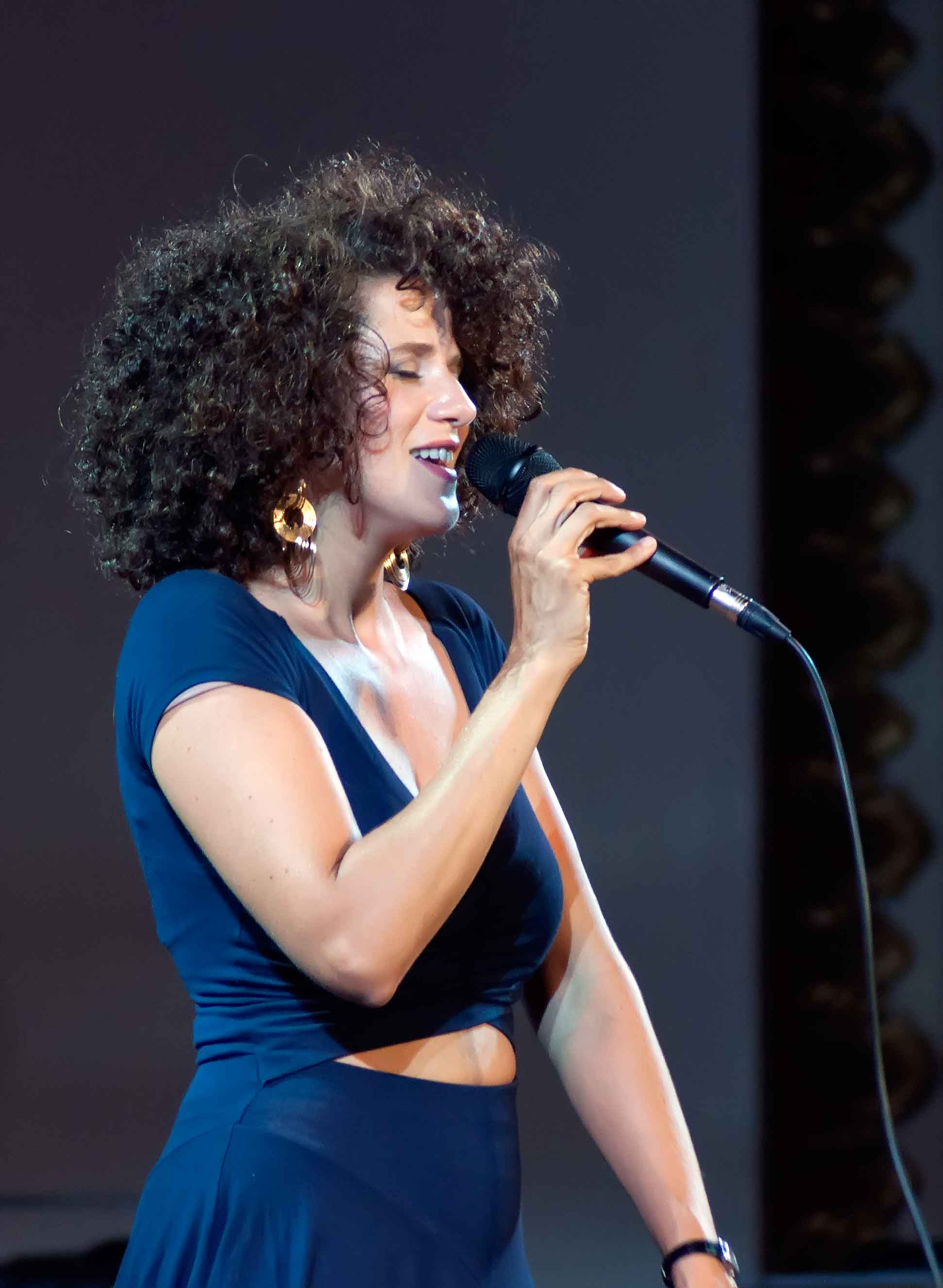
Cyrille Aimée beim Sotschi Jazz Fest 2018

Cyrille Aimée (eigentlich Cyrille-Aimée Daudel, * 10. August 1984 in Samois-sur-Seine, Fontainebleau) ist eine französische, seit 2017 in New Orleans lebende Jazzsängerin.

## Leben und Wirken
Aimées Mutter stammt aus der Dominikanischen Republik, ihr Vater ist Franzose. Dank des jährlichen Django-Reinhardt-Festivals in ihrem Geburtsort entdeckte sie als Zwölfjährige den Jazz manouche. Ihre Teenagerjahre verbrachte sie damit, live zu musizieren, bald auch in Pariser Clubs und Cafés. Sie studierte bis 2009 an der State University of New York at Purchase bei Pete Malinverni, Jon Faddis und Jimmy Greene. Zuerst wurde sie in der französischen Ausgabe der Star Academy bekannt.
Im Jahr 2008 nahm sie in der Schweiz ihr Debütalbum Cyrille Aimée & the Surreal Band auf. Im selben Jahr spielte sie mit dem brasilianischen Gitarristen Diego Figueiredo das Album Smile ein.
Im Jahr 2010 erreichte sie das Finale der Thelonious Monk International Jazz Competition des Thelonious Monk Institute of Jazz.
Mit Gastmusikern wie Roy Hargrove und Joel Frahm nahm sie das 2011 erschienene Album Live at Smalls auf. 2012 wirkte sie beim Album Junction des Hot Club of Detroit (u. a. mit Jon Irabagon) mit. 
Im Jahr 2014 trug sie mit einer Coverversion von Let It Snow! Let It Snow! Let It Snow! zur Kompilation It's Christmas on Mack Avenue von Mack Avenue Records bei. 2015 nannte The Wall Street Journal Aimée “one of the most promising jazz singers of her generation.”
Ihre Alben It's a Good Day, Let’s Get Lost und Move On: A Sondheim Adventure erreichten nach ihrem jeweiligen Erscheinen mehrere Wochen die Top 10 der Traditional Jazz Albums der Billboard-Charts.
Von 2014 bis 2017 lebte Aimée in einer Beziehung mit ihrem damaligen Gitarristen Michaël Valeanu. Sie lebte zunächst in Brooklyn und verlegte ihren Wohnsitz mit der Trennung von Michaël Valeanu im Jahr 2017 nach New Orleans. Dort wurde sie vom New Orleans Jazz Orchestra unter Leitung von Adonis Rose als Gastsolistin zum gemeinsamen Album Petite Fleur (2021) eingeladen.

## Preise und Auszeichnungen
- 2007 Siegerin bei der Shure Montreux Jazz Competition (auch Publikumspreis)[7]
- 2012 Siegerin der Sarah Vaughan International Jazz Vocal Competition in Newark (New Jersey).[8]
- 2015 Gewinn der Kritiker-Polls des Down Beat in der Kategorie „Rising Star“
- 2020: Nominierung für den Grammy Award for Best Arrangement, Instrumental and Vocals (zusammen mit Diego Figueiredo für das Arrangement von Marry Me a Little)[9]
- 2022: Ordre des Arts et des Lettres (Chevalier)[10]

## Diskografie (Auszug)

### Studioalben
- Cyrille Aimée and the Surreal Band (2008)
- Cyrille Aimée & Diego Figueiredo: Smile (2009)
- It's a Good Day (Victor, 2013)
- Chicago Jazz Orchestra with Cyrille Aimée: Burstin’ Out (Origin Records, 2013)
- Cyrille Aimée & Diego Figueiredo: Just the Two of Us (Venus Records, 2015)
- Let’s Get Lost (Mack Avenue Records, 2016)
- Move On: A Sondheim Adventure (Mack Avenue Records, 2019)
- Adonis Rose & the New Orleans Jazz Orchestra feat. Cyrille Aimée: Petite Fleur (Storyville Records 2021)
- Cyrille Aimée & Michaël Valeanu: I’ll Be Seeing You (Daudel Records, 2021)[11]
- À Fleur de Peau (Whirlwind, 2023)

### Livealben
- Cyrille Aimée & Friends: Live at Small’s (SmallsLIVE, 2011)
- Cyrille Aimée & the Surreal Band: Live at Birdland (Cyrille Music Records, 2013)
- Live (Mack Avenue Records, 2018)